# Laxenecera auribarba
Laxenecera auribarba är en tvåvingeart som beskrevs av Karsch 1879. Laxenecera auribarba ingår i släktet Laxenecera och familjen rovflugor.
Artens utbredningsområde är Angola. Inga underarter finns listade i Catalogue of Life.